# 座旗增一
座旗增一（ψ1Aurigae/御夫座ψ1），是御夫座的一颗恒星。视星等4.91，裸眼观测显得微亮。每年测量的时差数据为0.82，根据这个数据可以推导出距离地球4000光年（1200秒差距）。
由恒星光谱可得座旗增一为一颗M型红巨星。并且座旗增一是一颗亮度变化幅度为0.44的LC型慢不规则变星， 它的质量是太阳的14倍，亮度是太阳的63,579倍，其外大气层有效温度3750K，因此显示出橘红色。